# Scaptomyza innotabilis
Scaptomyza innotabilis är en tvåvingeart som beskrevs av Hardy 1965. Scaptomyza innotabilis ingår i släktet Scaptomyza och familjen daggflugor. Inga underarter finns listade i Catalogue of Life.